# Рејмон Кено
Рејмон Кено (фр. Raymond Queneau; Авр, 21. фебруар 1903. - 25. октобар 1976) је био француски романописац, песник, критичар, уредник и суоснивач ОуЛиПо-а, познат по својој духовитости и циничном хумору.

## Биографија
Кено је рођен на броју 47 улице Тјерс (данас авеније Рене-Коти), Авр, Приморска Сена, као једино дете Августа Кеноа и Жозефине Мињо. Након школовања у Авру, Кено се преселио у Париз 1920., где је 1925. добио своју прву диплому основних студија из филозофије на Универзитету у Паризу. Кено је служио војску као зуав у Алжиру и Мароку током 1925.-1926. Током 1920-их и 1930-их, Кено је радио разне послове како би остварио приходе, попут банкарског благајника, тутора и преводиоца, као и писца колумне назване  "Connaissez-vous Paris?" за дневне новине Intransigeant.
Оженио је Џенин Кан (1903—1972) 1928. након повратка у Париз по завршетку прве војне службе. Кан је била полу-сестра Андре Бретона, вође надреалистичког покрета. Добили су сина 1934. - Жан Марија, који је постао сликар.
Кено је регрутован у август 1939. и служио је у малим провинцијским градовима пре него што је унапређен у каплара непосредно пре него што је демобилисан 1940. године. Након плодне каријере писања, уређивања и критике, Кено је умро 25. октобра 1976. Сахрањен је са родитељима на старом гробљу Жувизи-сур-Ор у Есони изван Париза.

## Каријера
Кено је провео већи део свог живота радећи за издавачку кућу Галимар, где је почео као читалац 1938. Касније је постао генерални секретар и на крају директор Енциклопедије Плејаде 1956. Одређени део овог времена провео је предавајући на Неулијевој новој школи. Уписао се на Колеџ патафизике 1950., где је постао Сатарп.
Жулијет Греко је 1950. године снимила песму "Si tu t'imagines", песму Жозефа Косме, са Кеновим текстом.
Током овог времена Кено је такође био преводилац, посебно за Вино са палмом Амоса Тутуоле. Поред тога, уређивао је и предавања Александра Козева о Хегеловој Феноменологији духа. Кено је био Козеов ученик током 1930-их и током ток периода је такође био близак писцу Жоржу Батају.
Као аутор, у жижу јавности је допео објављивањем свог романа Зази у метроу 1959. Године 1960., филмска адаптација коју је режирао Луис Мал је објављена током покрета Новог таласа. Зази истражује колоквијални за разлику од стандардног писаног француског. Прва реч књиге, алармантно дугачка "Doukipudonktan" је фонетска транскрипција "D'où qu'ils puent donc tant?" (Зашто толико смрде?).
Пре него што је основао ОуЛиПо (франц. Ouvroir de Littérature Potentielle - Радионица потенцијалне књижевности), Кенуа је привлачила математика као извор инспирације. Постао је члан Математичког удружења Француске 1948. По Кенуовом мишљењу, елементи текста, укључујући наизглед тривијалне детаље као што је број поглавља, су ствари које су морале бити унапред одређене, можда израчунате. Кену Ово је био проблем током писања Сто хиљада милијарди песама, такође познатих као 100,000,000,000,000 песама. Кено је написао 140 редова у 10 појединачних сонета који су се сви могли раставити и преуредити било којим редоследом. Кено је израчунао да ће свакоме ко чита књигу 24 сата дневно требати 190.258.751 година да је заврши. Док је Кену завршавао овај посао, замолио је математичара Франсоа Ле Лионеа за помоћ око проблема које је имао, а њихов разговор је довео до улоге математике у књижевности, што је довело до стварања ОуЛиПоа.
Касније дело, Основи литературе према Давиду Хилберт (1976), алудира на математичара Дејвида Хилберта и покушава да истражује темеље књижевности квази-математичким деривацијама из текстуалних аксиома. Кено је тврдио да ће овај коначни рад показати "скривеног господара аутомата". Под притиском ГФ-а, његов саговорник, Кено је поверио да текст „никада није могао да се појави, већ је морао да се сакрије да би то величао без посредовања“. Конференција о овом питању биће одржана у Корал Гејблсу, Флорида.
Једно од најутицајнијих Куеноових дела је Вежбе у стилу, које говори једноставну причу о човеку који је видео истог странца два пута у једном дану. Прича ту кратку причу на 99 различитих начина, демонстрирајући огромну разноликост стилова у којима се причање може одвијати.
Радове Рејмона Кеноа објављује Галимар у збирци Библиотека Плејааде.

### КњигаСтилске вежбеу Србији и Југославији
Стилске вежбе Рејмона Кеноа су најславније књижевне варијације 20. века. О важности овог дела у светској књижевности Владимир Набоков каже: „Кеноове ′Стилске вежбе′ су узбудљиво ремек-дело и једна од најбољих прича у француској књижевности.“ Књигу је прево и југословенској читалачкој публици први представио Данило Киш 1964. године, а објавила га је издавачка кућа Нолит.
Према овом делу настала је истоимена култна представа Стилске вјежбе загребачког Театра ИТД. Премијерно је одиграна 19. јануара 1968. године, у адаптацији Тонка Мароевића и режији Томислава Радића. Првобитну глумачку поставку ове дуодраме чинили су Перо Квргић и Миа Оремовић. Јануара 1970. Оремовићеву је на сцени заменила Лела Маргитић. 
Представа је већ на премијери представа је постигла огроман успех, а Квргић и Маргитићева играли су је више од 40 година на сценама широм некадашње Југославије. Освојила је бројне награде, а 2008. године уврштена је у штампано издање Гинисове књиге рекорда као најдуговјечнија представа на свету са истом глумачком поставом.
У Француској је ово дело широко познато, али првенствено као прозни експериментални текст, а не као предложак за позоришну представу.

## Наслеђе и почасти
- 1951. - примљен у Академију Гонкур
- 1952.- примљен у Академију хумора
- 1955.-57. - позван у жири Канског фестивала